# Заяс
Заяс (срещано в по-стари източници и като Заяз, на македонска литературна норма: Зајас; на албански: Zajazi, Заязи) е голямо албанско село в западната част на Северна Македония, част от община Кичево.

## География
Разположено е на 10 километра северно от Кичево, край Заяската река.

## История
Според „Кичево в миналото си и сега“ Заяс е заселено от арнаути дошли от Полога в XVIII век. Васил Кънчов също предполага, че албанските жители на Заяс се заселват в селото през XVIII век. Според някои източници, първоначално селото е било обитавано от православни християни, наричани „шопци“, но около 1740 година е албанизирано чрез заселване или ислямизация. Заселилите се в Заяс албанци нападат други православни села и ги заселват - Цървивци, Бериково, Трапчин дол и други.
В края на XIX век, според Васил Кънчов, населението на Заяс се състои от 2150 души албанци мохамедани.
На Етнографската карта на Битолския вилает на Картографския институт в София от 1901 година Заяс е чисто албанско село в Кичевската каза на Битолския санджак с 400 къщи.
Едно от традиционните препитания на жителите на Заяс до ХХ век е разбойничеството. Гьорче Петров („Материали по изучаванието на Македония“) пише през 1896 година за населението на Заяс:
| „ | ... диво, грабливо и грубо по характер, бич за цяло Горно Кичево. Поминуват си с хайдутлук, скотовъдство, земеделие и гурбетлък. | “ |

През този период населението на селото редовно участва и в башибозушки формирования. По време на Илинденското въстание башибозуци от Заяс участват в битката край село Карбуница, Кичевско, в която техният предводител Сефер е убит.
След Междусъюзническата война в 1913 година селото попада в Сърбия.
Димитър Гаджанов и други източници от времето на Първата световна война посочват 1992 жители на селото.
През 1922-1923 година в селото е открита поща, която функционира до 6 април 1941 година. През 1959 година пощата отново е открита.
На етническата си карта на Северозападна Македония в 1929 година Афанасий Селишчев отбелязва Заяс като албанско село.
През есента на 1944 година селото е овладяно от комунистически партизани сред кръвопролитно сражение.
Според преброяването от 2002 година Заяс има 4712 жители.
| Националност | Всичко |
| македонци    | 4      |
| албанци      | 4682   |
| турци        | 0      |
| роми         | 0      |
| власи        | 0      |
| сърби        | 4      |
| бошняци      | 0      |
| други        | 22     |

От 1996 до 2013 година селото е център на община Заяс.

## Личности
Родени в Заяс
- Сефер Заяски (? – 1903), разбойнически главатар
- Али Ахмети (р. 1959), политик от Северна Македония;
- Мехмед Мехмеди (1911-1945), югославски партизанин и деец на НОВМ
- Реджа Рушит Лимани (1896-1945), югославски партизанин и деец на НОВМ
- Мефаил Заязи (1919 – 1945), албански революционер, ръководител на Бали Комбътар в Кичевско
- Муса Джафери (р. 1959), политик от Северна Македония, бивш министър.

Починали в Заяс
- Том Гелай (1920-1943), югославски партизанин и деец на НОВМ